# Чунгара
Чунгара́ (исп. Chungará) — озеро, расположенное в провинции Паринакота, области Арика-и-Паринакота в Чили. Площадь поверхности — 19 км² или 21,5 км², площадь водосборного бассейна — 260 км². Объём содержащейся в озере воды меняется, составляя от 385 до 412 млн м³. Наибольшая глубина достигает, по разным сведениям, 32, 34, 36 или 40 метров.
Водоём лежит в Андах на высоте 4520 м над уровнем моря между вершинами Ахоя, Паринакота, Гуальятири и горами Кисикисими. Рядом с озером находится озеро Котакотани. В Чунгару впадают ручьи Ахата, Маль-Пасо и Сопокалане.
Температура воды меняется от 3 °C зимой (июль) до 13 °C летом (февраль). Годовое количество осадков в окрестностях Чунгары — 331 мм.
Происхождение озера — тектоническо-вулканическое.
Озеро находится на территории национального парка Лаука.